# Prästgården, Föglö
Prästgården är en by i Föglö kommun på Åland, med 17 invånare (2023). Den ligger i den del av kommunen som kallas Västersocken och hörde fram till 2006 till Föglö församling. Därefter har den tillhört Ålands södra skärgårdsförsamling.

## Geografi
Prästgården ligger på ön Prästlandet tillsammans med byn Björsboda. Ön är delad ungefär mitt itu, med en gräns i nordvästlig–sydostlig riktning. Den östra halvan tillhör Prästgården, den västra Björsboda. Till Prästgården hör också sedan medeltiden större delen av ön Näversholma som ligger öster om Prästgården, på andra sidan Kyrksundet.
Prästgården har vattengräns i norr mot byn Degerby, i norr och öster mot Stentorpa, i öster även mot Skogboda samt i söder mot byarna Skogboda och Björsboda. På Näversholma gränsar Prästgården mot en rad andra byar som har andelar i den norra delen av ön. Till Prästgården hör också omgivande vatten med ett antal holmar, skär och klippor. Se vidare holmar och skär nedan. 
Prästgården och övriga Västersocken har förbindelse med resten av Föglö via Gollansbron över Kyrksundet. Detta är det sund som skiljer Västersocken från Degerö.

## Historia
Prästgårdens historia försvinner liksom kyrkans i medeltidens dunkel. Det saknas dokument som berättar om hur det gick till när Föglö kyrka och prästgård tillkom, hur kyrkan fick sin nuvarande placering eller när detta skedde. En uppgift som kastar ljus över byn Prästgårdens ursprung finns på en skattläggningskarta från 1773–74 över angränsande Björsboda by. Där framgår att Björsboda hade delar av sina ägor tillsammans med Prästgården. Det betyder att de båda byarna har ett gemensamt ursprung och en gång i tiden utgjorde en by (Björsboda). Sedan har vid något tillfälle en del av denna, kanske två eller tre gårdar, på något sätt avskilts till prästgård.

### Den äldsta prästgården
Enligt traditionen låg prästgården fram till stora ofreden i början av 1700-talet på en plats som kallas Gammelgård; denna är belägen mellan Prästvikens inre del och Björsboda by, ungefär 300 meter sydväst om landsvägen. Där företogs 1963 en utgrävning, skriver Christina Remmer i boken Prästgårdar på Åland, och rester av bebyggelse påträffades. Det största huset mätte 12,5 x 5,25 meter, medan storleken på två andra inte gick att fastställa. De fynd som gjordes var keramik, brons- och järnföremål samt glasskärvor, bland annat en del av en vackert arbetad glasbägare, samt ammunition till ett lodgevär och ett 1600-talsmynt. Bland fynden fanns även en 7 1/2 cm lång nyckel till ett bultlås. Liknande nycklar har påträffats på andra håll och då daterats till medeltiden (1250–1500). Det framgick också av utgrävningen att husen hade brunnit. Kanske kan detta ha varit resterna av Föglö gamla prästgård, och nyckeln skulle kunna tyda på att den legat på platsen sedan medeltiden.

### 1720-talets prästgård
Prästgården totalförstördes under stora ofreden. Kyrkoherde Johan Stålbom (1661–1737) begärde vid tinget den 1 mars 1725 ett intyg över vad som hänt honom och prästgården under kriget. Vid flykten 1714 hade kyrkoherden mist huvuddelen av sin egendom; resten förlorade han ”vid fiendens infall i Värmdö” 1719, varefter han måste försörja sig och sin familj ”medelst predikan utan någon ordinarie beställning” till dess han hösten 1721 återvände till Föglö. Prästgården var då alldeles uppbränd. Det gällde inte bara husen utan också gärdsgårdarna och skogen. Föglöborna hade ingen möjlighet att försörja sin kyrkoherde eftersom deras åkrar låg öde och de inte kunde betala något tionde. Sammanlagt var 42 hemman avbrända.
Viss hjälp fick kyrkoherden av sina sockenbor. Vid tinget den 2 november 1722 berättade han att han återvänt hösten 1721 från Sverige och funnit såväl kyrka som prästgård uppbrända. Sockenborna hade byggt en stuga, en kammare och ett fähus åt honom – däremot ingen bagarstuga. Kyrkoherden ville att Kökarborna skulle bygga en sådan åt honom. Beredvilligt svarade de att de inte hade möjlighet att göra det; däremot betalade de gärna om prästen själv lät bygga den. Därmed var kyrkoherden nöjd.
Senare backade dock Kökarborna från sin frikostiga utfästelse. Det är knappast förvånande att meningsskiljaktigheter och trätor kunde uppstå i en så extrem situation som socknen befann sig när inte bara kyrka och prästgård hade förstörts utan också ett stort antal gårdar, däribland hela Hummersö by som inte byggdes upp på sin gamla plats utan närmare sjön. Samma sak förefaller ha skett med prästgården. Vi vet att prästgården på 1770-talet inte låg vid den plats som kommit att kallas Gammelgård, utan närmare kyrkan, längst inne i Prästviken. Det förefaller sannolikt att prästgården åtminstone sedan stora ofreden haft sin placering där. En ny prästgård uppfördes 1816. Den byggdes av allt att döma på ungefär samma ställe som den gamla.

### 1950-talets prästgård
När en ny prästgård skulle byggas på 1950-talet valdes en ny placering, på Prästvikens nordöstra sida. Det var på initiativ av kyrkofullmäktige som entreprenören Viktor Häggblom 1955–1956 byggde den nya prästgården. För ritningarna svarade arkitekt Erik Kråkström/SAFA Helsingfors (ritningarna och byggnadsbeskrivningen är daterade den 18 februari 1955). Inför en renovering i början av 2000-talet gjorde museibyrån en kulturhistorisk värdering av byggnaden, på grundval av arkivmaterial och en preliminär besiktning. Där sägs att syftet med nybygget var att uppföra ett ”modernt”, ändamålsenligt och permanent boställe för kyrkoherden då den gamla prästgården ”har blivit för obekväm att bo i och dess underhåll för betungande för församlingen”.
Både val av platsen och byggnadens utformning hade föregåtts av långa diskussioner och överväganden som mycket tydligt speglar funktionalismens tidsanda. I motsats till den gamla prästgården skulle den nya utöver bostaden inrymma olika funktioner: ”kansli och arkiv, söndags- och skriftskola, lokaliteter för syföreningar och ungdomsverksamhet samt därtill anslutet kaffekök och rum för gästande predikanter”. Prästgården ritades och uppfördes med stor omsorg och under arkitektens direkta överseende. Till samtliga arbeten användes ”endast av arkitekten eller byggnadskontrollanten godkända, förstklassiga material” som tillsammans med de tillämpade arbetsmetoderna var – in i minsta detalj – mycket typiska för sin tid. Byggnaden är, ansåg museibyrån, ett sällsynt exempel på anpassning av en stadsmässig 1950-talsarkitektur i den åländska skärgårdsmiljön, och man menade att man utan överdrift kan påstå att Föglö prästgård, om den inte senare alls hade förändrats, kunde anses utgöra det bäst bevarade exemplet på den åländska funktionalismen ifråga om mindre offentlig anläggning på landsbygden. De reparationer och mindre ombyggnader som företagits under 1980-talet har ur denna synpunkt bara obetydligt minskat byggnadens värde, vilket ställer krav på särskild varsamhet och hänsyn vid alla framtida underhållsåtgärder.

## Torp och lägenheter
På Prästgårdens mark har inte bara kyrkoherden bott utan också andra familjer som klockare och kyrkvaktare (väckare). Enligt 1773–1774 års karta över Björsboda och Prästgården fanns då fyra torp – förutom klockarens och väckarens också två prästgårdstorpare (dagsverkstorpare). Med tiden blev torparna fler och bodde då inte bara kring kyrkan utan också på de södra delarna av Prästlandet och på grannön Näversholma. I början av 1920-talet, när den så kallade torparlagen hade trätt i kraft och gett obesuttna rätt att friköpa sina torp, styckades inte mindre än tretton prästgårdstorp av till egna lägenheter. Dessa var: 
- 2:1 Sjöblom (Urgrens): Emil och Anna Sjöblom.
- 2:2 Grönvik: Evald och Maria Eriksson (se vidare nedan).
- 2:3 Marsholm: (visa på karta), beläget på Näversholma. I dagligt tal Smedens. Torpet byggdes i mitten på 1880-talet av smeden Augustinus Skogström (1854–1946) och hans hustru Kristina (1857–1924), vilka löste in det på 1920-talet. Det ärvdes av sonen Gustav Skogström (1893–1976). Det omfattade i början av 1960-talet 22,4 hektar, varav 0,5 hektar odlad jord, och bostadshus uppfört på 1880-talet.[11]
- 2:4 Gollan: Fredrik och Maria Sundblom (se Gollan).
- 2:5 Kajanus (Skräcknäskläppen): Johanna Kajanus.
- 2:6 Ekholm: Irene Henriksson.
- 2:7 Bredvassa: Daniel Sundblom.
- 2:8 Starrkärr: Erik och Anna Julina Edlund.
- 2:9 Sjögård beläget på Näversholma. I dagligt tal Öbergs. Stället kan vara byggt av fiskaren Johan Erik Öberg (1821–1891) som från 1870-talet bodde på Näversholma. Efter honom övertogs det av sonen med samma namn, Johan Erik Öberg (1849–1912), vars änka Erika löste in torpet. Det ärvdes av dottern Verna (1901–1955), gift med Levi Mattsson.[11]
- 2:10 Nyäng: Sofia Englund.
- 2:11 Gammelhamn: Karl och Johanna Abrahamsson.
- 2:12 Stenkil: Johan och Aina Mattsson.
- 2:13 Snällström: beläget på Näversholma. I folkmun Naimas. Huset byggdes 1895 av Henrik Snällström (1860–1911) och ägdes senare av sonen Enok, som löste in torpet. Det beboddes av hans ogifta syster Naima Snällström (1892–1970). I början på 1960-talet omfattade stället 13,84 hektar, varav 2 hektar odlad jord.[11]

Det är ofta svårt att i källorna följa torpens historia, eftersom torpnamnen i äldre tid nästan aldrig finns noterade. Någon enstaka gång kan de finnas, men det räcker vanligtvis inte för att kunna upprätta någorlunda säkra brukarlängder. Som exempel redovisas här vad som är känt om torpet Grönvik, som förefaller vara det äldsta.
Grönvik ligger på samma plats som det ena av de två dagsverkstorpen som finns utritade på 1773–1774 års karta över Prästgården. Vem som bodde där vid den tiden är inte helt säkert klarlagt. Förmodligen var det Anders Markusson (1730–1803) med familj som några år senare flyttade till Stockholms skärgård. Ungefär samtidigt, 1778, flyttade Mats Mattsson (1730–1807) med familj från Träsk i Sund, där han varit landbonde, till Föglö prästgård och blev torpare och kyrkvaktare. När han år 1800 fick sitt yngsta barn, sjuttio år gammal, uppges han vara bosatt på Grönvik. Nästa familj som vi säkert kan knyta till stället är torparen Mats Johansson Nordström (1805–1841), som bodde där åren 1831–1835, vilket vi vet därför att hans dotter Matilda i husförhörslängden är antecknad som född på Grönvik. Åren 1875–1883 beboddes torpet av kyrkväktaren Gustav Frans Fredriksson (1838–1897) med familj och efter honom av Anders Mikael Englund (1852–1917), som senare flyttade till Långholmen i Björsboda. Från 1910 innehades Grönvik av Evald Eriksson (1886–1967) och hustrun Maria född Häggblom (1884–1973), som friköpte stället på 1920-talet.

### Befolkningsutveckling
| Befolkningsutvecklingen i Prästgården 1970–2020 | Befolkningsutvecklingen i Prästgården 1970–2020 | Befolkningsutvecklingen i Prästgården 1970–2020 | Befolkningsutvecklingen i Prästgården 1970–2020 | Befolkningsutvecklingen i Prästgården 1970–2020 |
| ----------------------------------------------- | ----------------------------------------------- | ----------------------------------------------- | ----------------------------------------------- | ----------------------------------------------- |
|                                                 |                                                 |                                                 |                                                 |                                                 |
| År                                              |                                                 |                                                 | Folkmängd                                       |                                                 |
| 1970                                            | 1970                                            |                                                 | 21                                              |                                                 |
| 1980                                            | 1980                                            |                                                 | 11                                              |                                                 |
| 1990                                            | 1990                                            |                                                 | 17                                              |                                                 |
| 2000                                            | 2000                                            |                                                 | 19                                              |                                                 |
| 2010                                            | 2010                                            |                                                 | 31                                              |                                                 |
| 2020                                            | 2020                                            |                                                 | 12                                              |                                                 |
|                                                 |                                                 |                                                 |                                                 |                                                 |

## Holmar och skär
Bland större holmar och skär som hör till Prästgården kan nämnas:
- Bredskär (visa på karta), 9 hektar, största längd 700 meter, har genom landhöjningen via ett smalt näs växt samman med Klovkläpp.
- Flintskär (visa på karta), 1,1 hektar, största längd 150 meter.
- Gollan (visa på karta), bebyggd, se vidare Gollan.
- Granö (visa på karta), naturreservat, se vidare Granö.
- Klovkläpp (visa på karta), största längd 180 meter, har genom landhöjningen via ett smalt näs växt samman med Bredskär.
- Mjödö (visa på karta), största längd 900 meter, har genom landhöjningen via ett smalt näs växt samman med Vårholm.
- Paradiskläppen (visa på karta), största längd 150 meter, har genom landhöjningen via smala näs växt samman med Mjödö och Vårholm.
- Vårholm (visa på karta), största längd cirka 550 meter, har genom landhöjningen via ett smalt näs växt samman med Mjödö.